# Antonín Podlaha
Antonín Podlaha (22. ledna 1865 Praha – 14. února 1932 Praha) byl český římskokatolický kněz, teolog, archeolog, historik umění a docent Univerzity Karlovy. V letech 1919–1930 byl generálním vikářem pražské arcidiecéze a od roku 1920 pomocným biskupem pražským a titulárním biskupem z Pafu. Podle tabulky, která je umístěna před jeho hrobem v katedrále sv. Víta, zemřel „v pověsti svatosti“.

## Životopis
Pocházel z významné pražské středostavovské rodiny Antonína Podlahy (narozeného roku 1826 v Křečovicích) a jeho ženy Aloisie, rozené Černické (* 1836). Narodil se jako druhý potomek ze tří sourozenců. Po maturitě na Akademickém gymnáziu v Praze studoval na Karlově univerzitě nejprve v roce 1883–84 práva, pak přešel na teologii. V roce 1888 byl vysvěcen na kněze a nastoupil na dva roky jako kaplan do Rokycan, pokračoval pět měsíců v Kojetíně, odkud odešel do Prahy, kde první rok dělal kaplana u sv. Haštala. Od roku 1891 se stal adjunktem na Teologické fakultě Univerzity Karlovy, dále tam působil v alumnátu, a pak dlouhá léta přednášel. Dne 8. listopadu 1894 získal doktorát teologie. Roku 1895 vyučoval náboženství na novoměstském gymnasiu, odkud byl povolán na Strakovu akademii pro zchudlé šlechtice jako prefekt a spirituál. Od roku 1899 učil na malostranském reálném gymnasiu. V arcibiskupském semináři dále přednášel biblistiku (napsal středoškolskou učebnici Katolická liturgika a populární učebnice náboženství Veliký katechismus, Biblická dějeprava a další, které vyšly v mnoha vydáních. Roku 1901 byl na téže fakultě jmenován docentem dějin křesťanského umění. V roce 1903 byl zvolen kanovníkem Metropolitní kapituly pražské a v roce 1930 jejím děkanem. Jeho zásluhy ve vědních oborech církevní historie, dějiny umění, umělecká topografie, ochrana památek, archeologie a kodikologie byly oceněny členstvím v České akademii věd a umění (dopisujícím členem se stal 4. 12. 1903, mimořádným 1. 12. 1915). V roce 1904 mu bylo uděleno vyznamenání Pro Ecclesia et Pontifice. Od 1. ledna 1906 byl mimořádným členem Královské české společnosti nauk.
Řadu let byl okresním konzervátorem a redaktorem Soupisu památek historických a uměleckých v království Českém, které vydávala Archeologická komise při České akademii věd a umění a sám byl autorem nebo spoluautorem čtrnácti svazků této základní edice českých památek. Dále sepsal sedm svazků Posvátných míst království Českého, které vyšly česky nákladem Dědictví Sv. Jana Nepomuckého, v latině napsal šest svazků edic rukopisů z archivu Metropolitní kapituly v Praze. Za účasti Josefa Tumpacha napsal pět svazků Českého slovníku bohovědného, který zůstal nedokončen (vyšla jen písmena A-E), dále dvoudílný spis o F. Nietzschem a tři svazky Pramenů církevních dějin českých. Vydával katalogy rukopisů, prvotisků, hudebnin a knihovny Metropolitní kapituly pražské a bibliografický přehled jejích prelátů. Z francouzštiny přeložil pět svazků Biblických dějin F. Vigourouxe a další spisy. Byl členem redakce časopisu Památky archeologické a místopisné, v němž nejčastěji publikoval stati svého základního výzkumu. Spolu s Eduardem Šittlerem organizoval výstavy o církevních památkách, zejména o mariánských obrazech, o českých národních patronech a lidovém chrámovém umění; vydávali k nim katalogy nebo obrazová alba (Obrazy mariánské 1904, Album svatojánské 1896, Album svatovojtěšské, 1897). Jeho bibliografie zahrnuje celkem 110 knižních titulů a množství článků.
Byl vůdčím organizátorem činnosti Jednoty pro dostavbu chrámu sv. Víta v Praze. Věnoval se jednak dostavbě katedrály sv. Víta, v jejímž novém triforiu byla instalována jeho busta, dále vedl archeologické výzkumy včetně královské hrobky a předchozích staveb na tomto místě, vytvořil ideový program nové výzdoby katedrály a zpracoval její umělecké sbírky. Spolu s Karlem Chytilem vydal Korunovační klenoty Království českého, spolu s Eduardem Šittlerem dvě práce o Svatovítském pokladu, Loretánském pokladu a dvojici průvodců: Ilustrovaný průvodce Metropolitním chrámem sv. Víta a Chrámový poklad u sv. Víta v Praze : Jeho dějiny a popis, které vyšly v několika jazycích a vydáních v letech 1909–1948. Spolu s Antonínem Šormem připravil na rok 1929 jubilejní Svatováclavskou výstavu a proponoval kolektivní Svatováclavský sborník, který vyšel v kompletní třísvazkové podobě v roce 1934 pod redakcí Karla Gutha, tedy po smrti Antonína Podlahy. Když se roku 1929 dokončený chrám sv. Víta, Václava a Vojtěcha otevíral, byl Podlaha pověřen tímto symbolickým aktem. Kromě extenzivní činnosti kněžské (jako světicí biskup pražský pokřtil či biřmoval několik desítek tisíc dětí), obrovské práce vědecké a organizační se věnoval také charitativním projektům. Od roku 1905 stál v čele dívčího sirotčince, a pro tělesně postižené založil jedny z prvních „chráněných dílen“ na výrobu bohoslužebných potřeb.[zdroj?]

### Sběratelem
Během života shromáždil rozsáhlou a cennou sbírku starožitností, zejména chrámového umění (obrazů, soch, grafiky, medailí, precios, parament a nábytku). Vytvořil pozoruhodnou knihovnu, která obsahovala několik tisíc svazků náboženské, historické, topografické a umělecké literatury, od prvotisků doby pozdně gotické a renesanční, přes barokní tisky až po díla současná.
Po jeho smrti byly sbírka i knihovna rozprodány v aukci, přičemž předkupní právo z veřejných institucí využily zejména Národní muzeum a Obrazárna vlasteneckých přátel umění, méně Uměleckoprůmyslové muzeum v Praze a další.

## Spisy (výběr)
- PODLAHA, Antonín. Hrabě Jan Rudolf Sporck a jeho kresby, in: Památky archaeologické, 1903, sl. 451-499 https://www.academia.edu/19807412/ (2. část) 1904, sl. 59-126 https://www.academia.edu/19807556/
- PODLAHA, Antonín. TUMPACH, Josef. Český slovník bohovědný 1-5. Praha: V. Kotrba 1912-1932 Dostupné online
- PODLAHA, Antonín. Katolická liturgika. 13. vyd. Praha: Státní nakladatelství 1947
- PODLAHA, Antonín. Posvátná místa Království českého : dějiny a popsání chrámů, kaplí, posvátných soch, klášterů i jiných pomníků katolické víry.... Praha: Dědictví sv. Jana Nep. 1907-1913, Dostupné on-line
- PODLAHA, Antonín: Ilustrovaný průvodce metropolitním chrámem sv. Víta. 1. vyd. vlastním nákladem, Praha 1916; 3. vyd. Praha: Metropolitní kapitula 1917
- PODLAHA, Antonín: Ilustrovaný katalog pokladu chrámu sv. Víta. 1. vyd. Praha: Metropolitní kapitula 1930
- PODLAHA, Antonín: Series praepositorum, decanorum, archidiaconorum aliorumque praelatorum et canonicorum s. metropolitanae ecclesiae Pragensis a primordiis usque ad praesentia tempora. Praha 1912 Dostupné online.
- PODLAHA, Antonín: Soupis památek historických a uměleckých v Království českém. Praha: Archeologická komise 1901-1912. Dostupné online.
- PODLAHA, Antonín: Soupis památek historických a uměleckých v Praze. Král. hl. město Praha : Hradčany 
  - I. Metropolitní chrám sv. Víta; spoluautor Kamil Hilbert. Praha: Archeologická komise 1906
  - II., část první Poklad svatovítský. Praha: Archeologická komise 1903.
  - II., část druhá Kapitulní knihovna. Praha: Archeologická komise 1903.
- PODLAHA, Antonín: Velký katechismus katolického náboženství. 7. vydání. Praha: Státní nakladatelství 1947
- PODLAHA, Antonín; TUMPACH, Josef: Bibliografie české katolické literatury náboženské 1828-1913 I.-IV. Praha: Dědictví sv. Prokopa 1912-1917. Dostupné online.
- PODLAHA, Antonín; ŠITTLER, Eduard. Loretánský poklad v Praze. Praha: vl.n., 1901. Dostupné online.
- PODLAHA, Antonín; ŠITTLER, Eduard. Chrámový poklad u sv. Víta v Praze : Jeho dějiny a popis. Praha: Dědictví sv. Prokopa, 1903. Dostupné online.
- ŠITTLER, Eduard; PODLAHA, Antonín. Poklad svatovítský. Praha: Archeologická komise při České Akademii císaře Františka Josefa pro vědy, slovesnost a umění, 1903. 206 s. Dostupné online. 1. část Poklad svatovítský, text, 177 obrázků, 10 tabulek. 2. část Knihovna kapitulní, 940 obrázků, 5 tabulek..[6]

## Ohlasy
- Arcibiskupství pražské každoročně uděluje Medaili Antonína Podlahy osobnostem, které se svou činností zasloužily o českou římskokatolickou církev.
- Dne 25. 11. 2015 uspořádal Ústav dějin umění Akademie věd České republiky seminář „Sváteční člověk. 150 let od narození Antonína Podlahy“.[7]